# Yahoo (groupe)
Pour les articles homonymes, voir Yahoo (homonymie).
Yahoo est un groupe brésilien de pop rock et hard rock, originaire de l'État de Rio de Janeiro.

## Histoire

### Débuts
Yahoo est formé en 1988 par le guitariste Robertinho de Recife, avec les musiciens Zé Henrique (basse et chant), Marcelo Azevedo (clavier, guitare et chant) et Marcelão (batterie et chant).
Le premier album du groupe, intitulé Yahoo, se fait connaître au niveau national grâce au morceau Mordida de Amor (une reprise de Love Bites de Def Leppard), qui est la chanson thème de la telenovela Bebê a Bordo. Ce morceau est le plus joué à la radio en 1988 et le groupe se produit dans l'émission Globo de Ouro de Rede Globo. D'autres chansons se distinguent sur cet album, comme Pra Você Voltar et Delicious, cette dernière étant le thème de la telenovela O Salvador da Pátria. L'année suivante, avec un nouvel album, Oração da Vitória, le groupe réussit à obtenir un autre succès : cette fois le morceau Anjo (une reprise de Angel d'Aerosmith), qui a été le thème de la telenovela O Sexo dos Anjos.
En 1990, sans Robertinho, Yahoo sort l'album Yahoo 3, qui n'a pas le même succès que les précédents, mais les morceaux Sonho Encantado (thème du feuilleton Barriga de Aluguel), Veneno et Somos a Luz da Manhã se distinguent, ces deux derniers étant des thèmes du film Sonho de Verão, dans lequel les musiciens faisaient partie de l'équipe de tournage. Après avoir passé l'année 1991 sans sortir de disque, Yahoo revient en 1992 avec l'album Pára-Raio. De nouveau composé de cinq membres (cette fois, le guitariste Serginho Knust, qui jouait avec le groupe en tant que musicien engagé depuis 1989, rejoint le groupe), le groupe enregistre un album presque entièrement composé de morceaux de hard rock. Les morceaux Pára-Raio (une reprise de Hide You Heart de Kiss), Sozinho (reprise de Reflections of My Life de The Marmalade) et Como o Vento (une reprise de Wind of Change de Scorpions) en témoignent.
En 1994, l'album Caminhos de Sol donne un nouvel élan à la carrière du groupe, cette fois sans le guitariste et claviériste Marcelo Azevedo. En 1996, à bout de souffle et avec la popularisation de rythmes comme l'axé et le sertanejo, le groupe quitte les médias grand public. Il sort l'album Arquivo, sans grande attention de la part du groupe lui-même, qui finit par se séparer et retourner ses activités dans son studio d'enregistrement, le Yahoo Studio, l'un des studios d'enregistrement et de production les plus recherchés du Brésil. 

### Retour
Après dix ans sans enregistrement, Yahoo revient en 2006 avec l'album Versões, qui reprend les plus grands succès du hard rock en version portugaise. L'album comprend des chansons de groupes tels que Journey, Kiss et Poison. En 2008, le groupe sort un nouvel album, Yahoo 20 Anos - Ao Vivo, pour commémorer son 20e anniversaire.
En 2010, Val Martins et Sergio Knust quittent le groupe. En 2018, le groupe annonce un nouveau projet intitulé Yahoo Encontros, qui prévoit des partenariats avec Fagner, Erasmo Carlos, Daniel, Biquini Cavadão, Frejat et Cláudia Leitte, entre autres. Le 8 décembre de la même année, Sérgio Knust, un ancien membre du groupe, décède dans un accident de voiture, laissant les fans et les membres actuels de Yahoo dans la consternation,.
En 2020, en pleine pandémie de Covid-19, le studio de Banda Yahoo, situé à Barra da Tijuca, dans la zone ouest de Rio, est cambriolé. Les voleurs emportent plusieurs pièces d'équipement, dont une console de mixage, des microphones, deux claviers et quatre guitares. La valeur du préjudice s'élève à 300 000 R$,,,,.

## Discographie
- 1988 : Yahoo
- 1989 : Oração da Vitória
- 1990 : 3
- 1992 : Pára-Raio
- 1994 : Caminhos de Sol
- 1996 : Arquivo
- 2005 : Versões
- 2008 : 20 Anos - Ao Vivo
- 2012 : Flashnight - Ao Vivo
- 2013 : 25
- 2016 : Clássicos